# Рождество Христа (картина Гандольфино да Рорето)
«Рождество Христа»— картина итальянского художника эпохи Возрождения Гандольфино да Рорето из собрания Государственного Эрмитажа.
На картине изображено Святое семейство с двумя ангелами, поклоняющееся новорождённому младенцу Христу, лежащему на земле. Сцена выстроена в развалинах в виде нескольких совмещённых под разными углами арок. Слева сквозь пролом в стене видны головы домашних животных, немного левее в арочном проёме стоят пастухи, пришедшие поклониться Младенцу. За святым Иосифом через арочный проём виден горный пейзаж с белокаменным готическим городом. Слева в небе парит группа из трёх ангелов-путти, держащих свиток с надписью GLORIA IN EXCSIS DEO (Слава в вышних Богу. — Лк. 2: 14). На крыше в небольшом арочном проёме сидит ангелок-путто, слева вверху на крыше лежит ещё один ангел, смотрящий вниз. Нимб Мадонны имеет золотую надпись QVIA EX ORTVS SOL IVSTICIE CRIST (Ибо из тебя взошло солнце истины Христос); по вороту её платья идёт надпись, продолжающаяся на отвороте рукава: ET BENEDICTVS FRV / TVI IHS (Благословенен плод / [чрева] твоего Иисус. — Лк. 1: 420). На обороте картины сделана надпись: С липовой доски на холст переложена 1909 года Спб И. Васильев.
Картина написана темперой и, как следует из реставрационной надписи на её обороте, первоначально имела деревянную основу. Исследования установили, что картина имела полукруглое навершие, однако после перевода на холст ей была придана прямоугольная форма и в образовавшихся свободных углах-приставках был дописан фон. В итоге картина стала иметь размер 213 × 102 см.
Ранняя история картины неизвестна. В начале XX века она принадлежала графам Строгановым и находилась в Строгановском дворце на Мойке. После Октябрьской революции всё имущество Строгановых было национализировано и в их дворце был образован музей. Однако этот музей просуществовал недолго: в 1926 году он был упразднён и все коллекции были распределены по разным музеям. Часть собрания живописи, включая и «Рождество Христа», была передана в Эрмитаж.

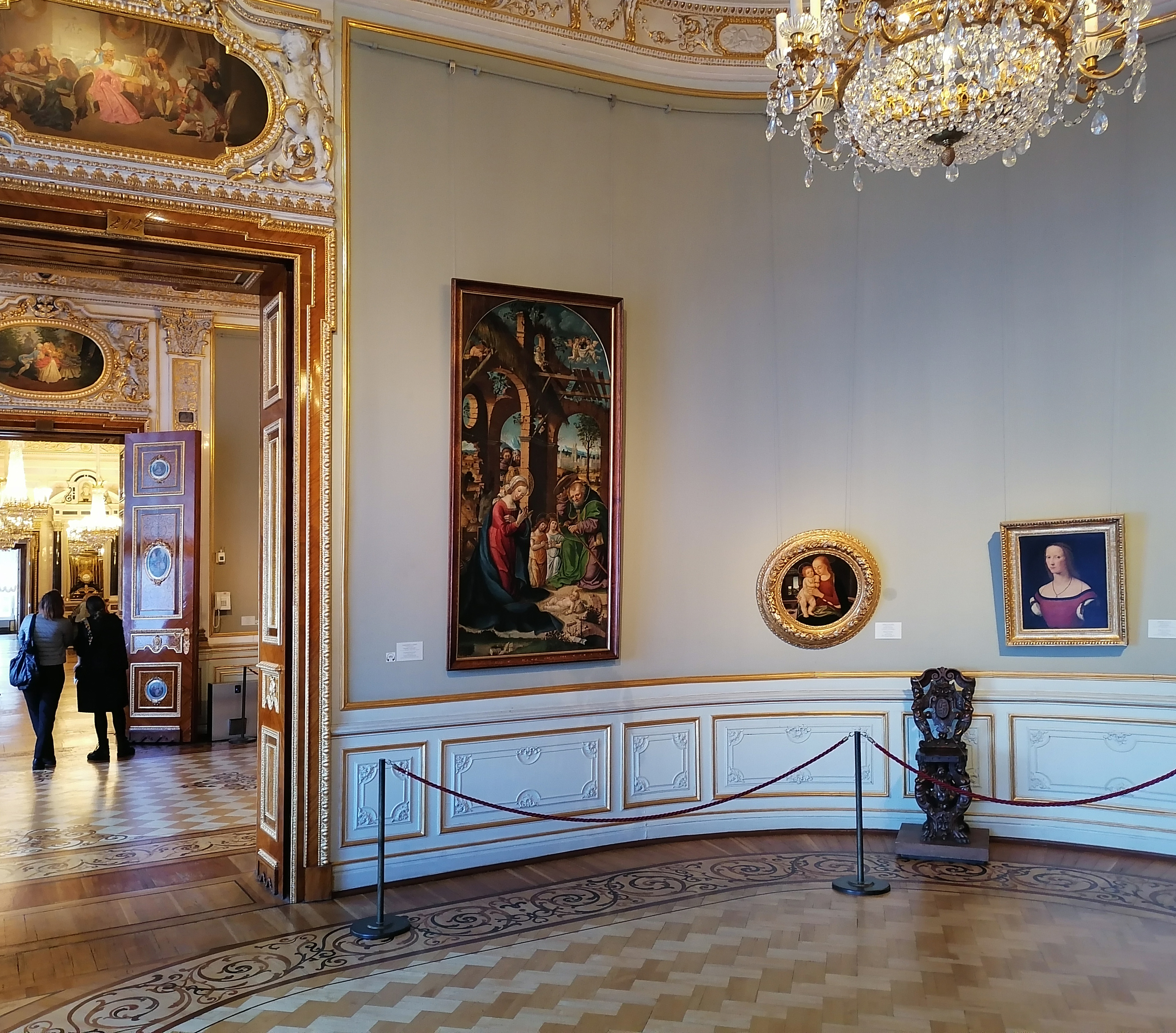
Картина в зале 212 Старого Эрмитажа

В «Описи Строгановского дворца-музея», составленной в 1922 году, картина числилась работой неизвестного немецкого художника. По мнению Т. К. Кустодиевой, на эту мысль могли навести сказочная атмосфера происходящего, средневековые башни и собор города на втором плане, обильное использование золота и складки одежд, напоминающие по трактовке деревянную скульптуру. В Эрмитаже определили, что автором картины является неизвестный северо-итальянский художник конца XV — начала XVI века и с такой атрибуцией картина числилась вплоть до 1958 года, когда в эрмитажном каталоге автором был назван Джованни Мартино Спанцотти из Пьемонта. Принадлежность картины именно к пьемонтской школе характеризует изображение Рождества среди руин и в окружении маленьких ангелов.
В 1970 году вышел обзорный труд итальянского историка искусств Джованни Романо об итальянском чинквеченто, где в качестве автора эрмитажной картины он назвал Гандольфино да Рорето и датой её создания указал конец первого десятилетия XVI века. В Эрмитаже мнение Романо касательно автора поддержали, но оставили прежнюю расширенную датировку, и начиная с каталога 1976 года картина публикуется и выставляется как работа Гандольфино да Рорето.
Т. К. Кустодиева в качестве ближайшей аналогии называет картину Гандольфино да Рорето «Поклонение Младенцу» из церкви Санта-Мария-Нуова в Асти (дерево, 197 × 101 см): полностью повторены фигура Марии, поза Младенца, арочные конструкции полуразрушенного строения, обломки каменных плит на переднем плане. Также она обращает особое внимание на набалдашник трости святого Иосифа в виде саламандры — одного из символов Христа: «античное представление о бесполости саламандры привело к тому, что в искусстве Ренессанса её стали воспринимать как олицетворение целомудрия». Чертополох на переднем плане — намёк на первородный грех и будущие страдания Христа во имя спасения человечества. В самом низу картины, немного правее чертополоха, изображён обрывок ленты, на котором предположительно ранее находилась подпись художника.
Картина является переходной в творчестве Гандольфино да Рорето от готической манеры к ренессансу — здесь у него впервые преобладают черты, характерные для его последующих целиком ренессансных работ:

«Достаточно посмотреть, как переданы в пространстве остатки каменных стен, как сокращаются в глубину обнажившиеся балки перекрытия, как плавно от первого плана найден переход ко второму, как промоделированы обнажённые тела младенца и ангелов, лица и руки Марии и Иосифа, чтобы почувствовать, насколько ренессансное начало преобладает над архаическими чертами».

Картина выставляется в здании Большого (Старого) Эрмитажа в зале 212.